# Helge Ingstad
Helge Marcus Ingstad (Meråker, 30 dicembre 1899 – Oslo, 29 marzo 2001) è stato un esploratore, avvocato e politico norvegese.
Dopo aver mappato alcuni insediamenti norvegesi, Ingstad e sua moglie Anne Stine, un'archeologa, trovarono nel 1961 le rovine di un insediamento vichingo nell'Anse aux Meadows nel Terranova. Grazie a questa scoperta furono i primi a portare una prova conclusiva dell'ipotesi che i Vichinghi Norvegesi e Islandesi avessero trovato una via attraverso l'Oceano Atlantico per arrivare in America Settentrionale, circa cinquecento anni prima di Cristoforo Colombo e Giovanni Caboto. Ingstad inoltre riteneva che la misteriosa scomparsa degli insediamenti vichinghi in Groenlandia nel XV secolo potesse essere spiegata da una loro emigrazione in Nordamerica.

## Carriera

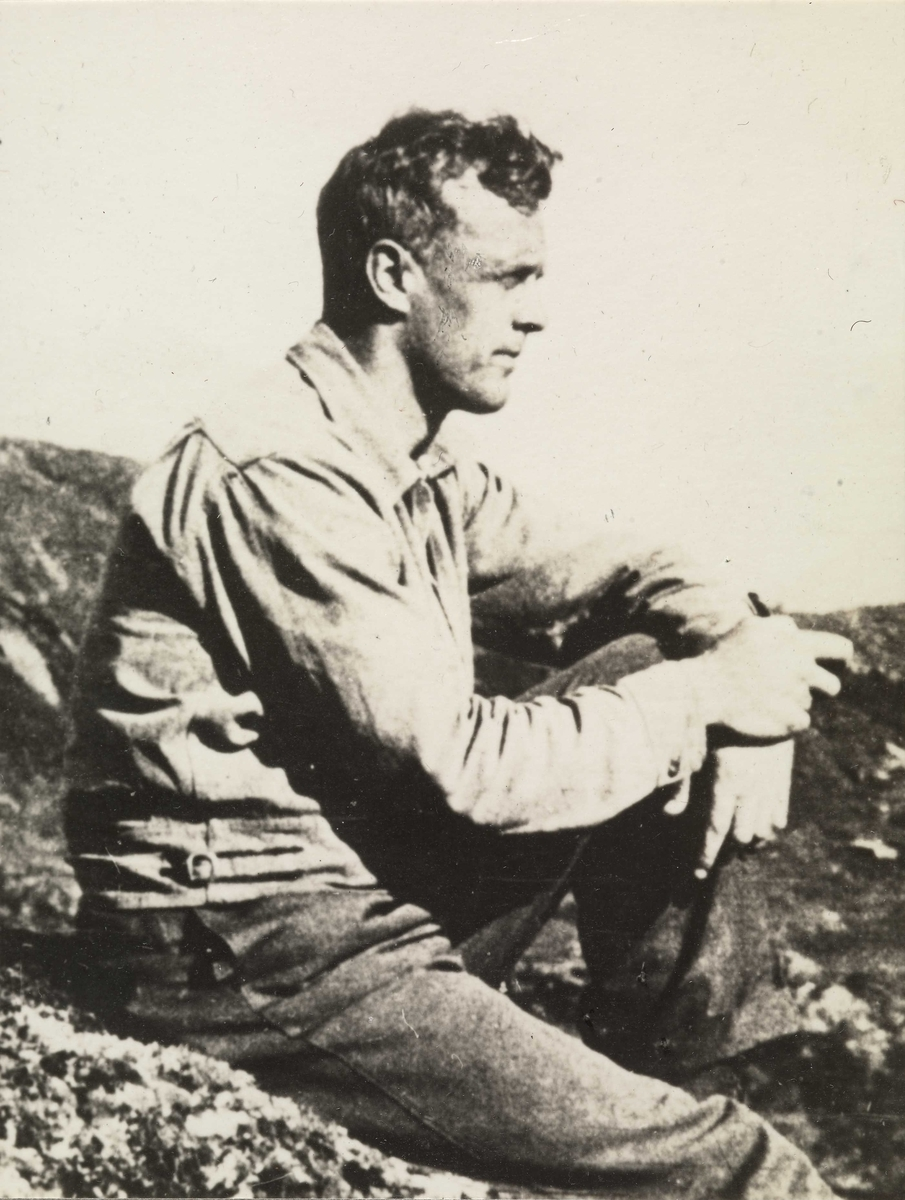
Helge Ingstad nel 1942

Helge Ingstad si laureò in legge ed in origine esercitò la professione di avvocato sino a quando, per inseguire il proprio spirito, non decise di vendere il suo studio legale a Levanger e trasferirsi nei Territori del Nord-Ovest (Canada) nel 1926, divenendo un cacciatore. Nei tre anni successivi viaggiò insieme alla tribù indiana dei Mangiatori di Caribù per studiarne gli usi ed i costumi, condividendone la vita nella quotidianità. Tornato in Norvegia scrisse Pelsjegerliv ("Vita da cacciatore", tradotto con "La Terra di Festa e Carestia"), che divenne un best seller per l'epoca.
Ingstad divenne il governatore (Sysselmann) della Terra di Erik il Rosso nel 1932-1933, una parte della Groenlandia che fu annessa alla Norvegia. La Corte permanente di giustizia internazionale a L'Aia stabilì che quella terra apparteneva alla Danimarca, e così la presenza ufficiale norvegese finì. Dopo il verdetto Ingstad venne trasferito e divenne governatore delle isole Svalbard, una posizione adatta a lui, considerando la sua professione di avvocato e la sua esperienza di vita nelle regioni artiche.

## Matrimonio
Nei suoi anni alle Svalbard Helge Ingstad incontrò sua moglie, Anne Stine, circa vent'anni più giovane di lui. Lei aveva letto i suoi libri su Canada e Groenlandia con grande ammirazione; scrisse all'esploratore e dopo un certo periodo di corrispondenza furono fidanzati e sposati. Nel 1946 gli Ingstad si costruirono una casa vicino ad Oslo, presso la collina Holmenkollen, dove trascorsero il resto delle loro vite (quando non viaggiavano per il mondo). Ebbero una figlia, Benedicte, che divenne un'archeologa come sua madre. Quando fu in età adolescenziale Benedicte cominciò ad accompagnare i suoi genitori nei loro viaggi di esplorazione.

## Opere
Helge Ingstad fu un autore famoso, i cui libri sulle sue esplorazioni in luoghi remoti del mondo gli procurarono fama in Norvegia. In Groenlandia scrisse Øst for den store bre ("L'Est del Grande Ghiacciaio"), nelle Svalbard scrisse Landet med de kalde kyster ("La Terra dalle Fredde Coste"). Visitò anche gli Apache del Messico nordoccidentale, presso i quali scrisse Apache-indianerne - jakten på den tapte stamme ("Gli Apache - La Caccia per la Tribù Perduta"). Dopo la Seconda guerra mondiale risiedette per un certo tempo nella Catena di Brooks nel nord dell'Alaska presso la tribù Inuit dei Nunamiut, e su di loro scrisse Nunamiut - blant Alaskas innlandseskimoer ("Nunamiut - Gli Eschimesi dell'Entroterra dell'Alaska").
Due toponimi americani sono dedicati a Helge Ingstad. In Canada, un piccolo torrente, l'Ingstad Creek, è un immissario del Grande Lago degli Schiavi. In Alaska, il nome Monte Ingstad per una montagna di 1461 m nella Catena di Brooks è stato ufficialmente approvato dall'Ufficio per i Nomi Geografici statunitense il 19 aprile 2006. Il nome fu suggerito dalla tribù dei Nunamiut in ringraziamento per gli sforzi fatti per loro da Ingstad.
Helge Ingstad morì a Oslo a 101 anni. Durante gli ultimi anni della sua vita, lavorò alla categorizzazione e al commento di una grande quantità di foto e registrazioni audio (141 canzoni) che aveva scattato e registrato mentre viveva con i Nunamuit intorno al 1950. gli sforzi culminarono nella stesura di Canzoni dei Nunamiut, accompagnato da un CD contenente il materiale audio. Questo è un grandissimo contributo alla conservazione della cultura Nunamiut, perché è stato notato che molto di quello che raccolse nella metà del XX secolo è ora perduto e conservato solo nelle sue registrazioni.

## Insediamenti vichinghi in Nord America

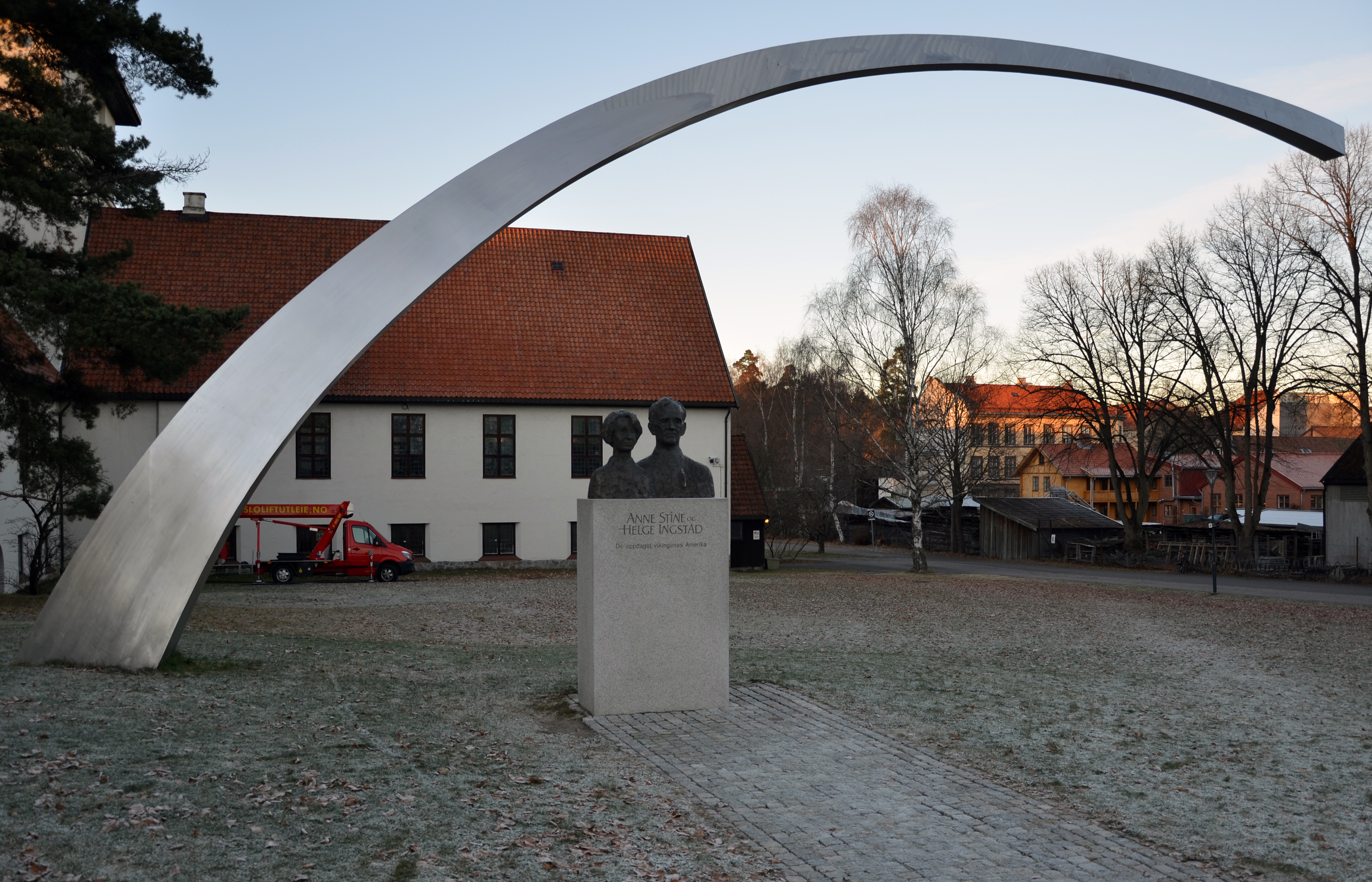
Busto di Helge Ingstad ed Anne Stine Ingstad fuori dal Museo delle navi vichinghe di Oslo

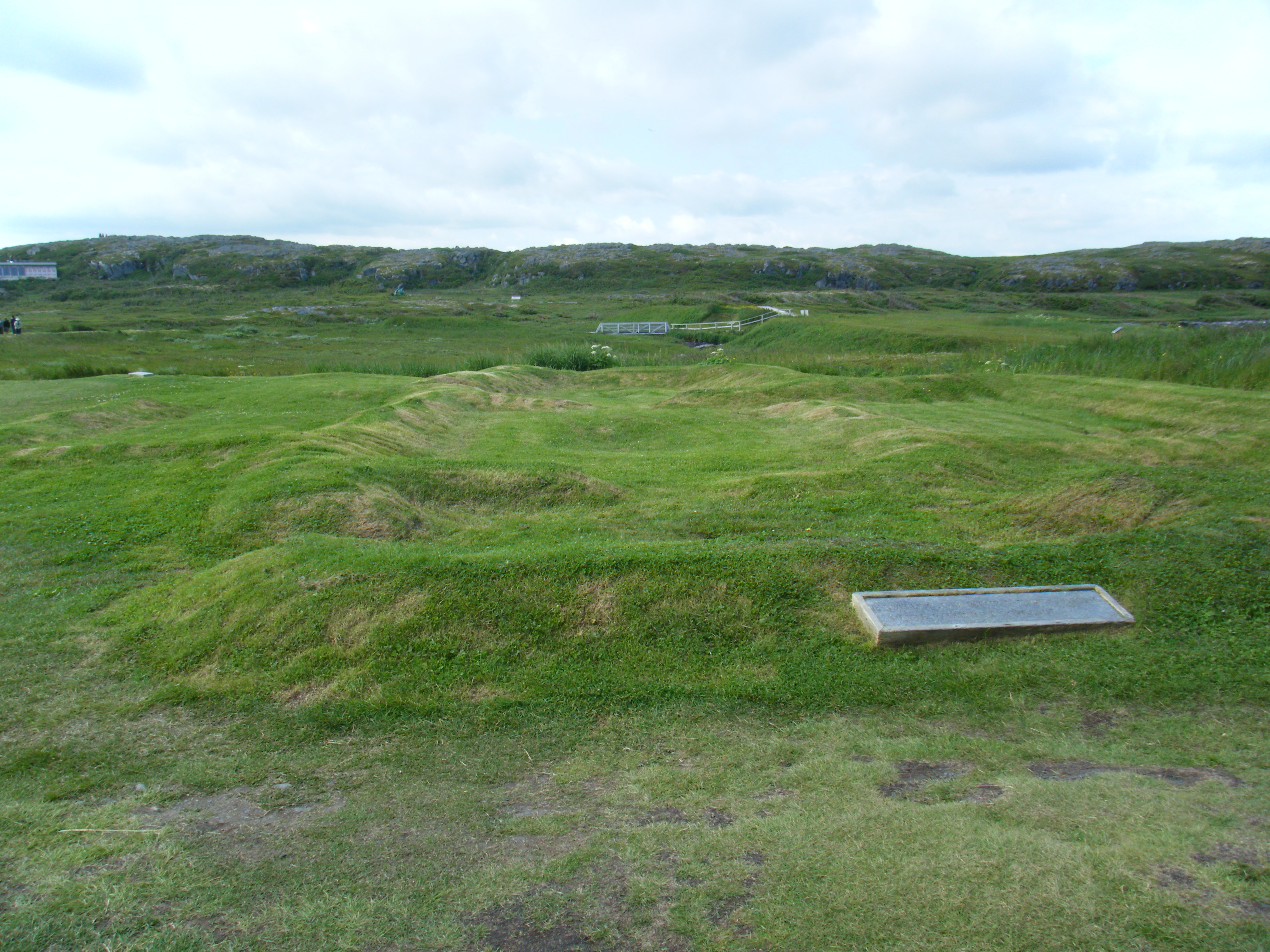
Resti dell'insediamento vichingo a L'Anse aux Meadows

Nel 1960 Ingstad fece la scoperta più importante della sua vita che divenne destinata a mutare l'opinione scientifica e storica sulla scoperta delle Americhe: egli infatti scoprì i resti di quello che si dimostrò in seguito essere un insediamento vichingo a L'Anse aux Meadows nella parte settentrionale dell'isola di Terranova, in Canada, il quale è ancora oggi l'unico sito comprovato di un insediamento vichingo in Canada ed in Nord America al di fuori della Groenlandia. Datati attorno all'anno 1000, i resti del villaggio di Anse aux Meadows sono inoltre l'unica traccia di un contatto transoceanico precolombiano e con qualche collegamento coi tentativi di colonizzazione intrapresi da Leif Erikson nel medesimo periodo, nel corso dell'esplorazione delle Americhe da parte degli "uomini del nord".
Gli scavi archeologici nel sito hanno condotto negli anni '60 un team archeologico internazionale ad interessarsi al caso e, sotto la direzione del governo canadese, negli anni '70, il sito è stato sepolto nuovamente per poterlo conservare al meglio.

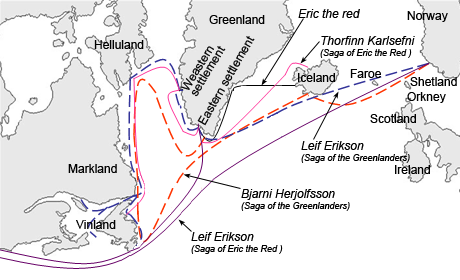
Le diverse direzioni di navigazione verso Groenlandia, Vinland (Terranova), Helluland (Isola di Baffin) e Markland (Labrador) secondo le Saghe Islandesi ed in particolare come narrato nella Saga di Erik il Rosso e nella Saga dei Groenlandesi. I nomi sono indicati in lingua moderna.

Una datazione precisa al radiocarbonio ha precisato che anche i manufatti ritrovati in loco sarebbero databili all'anno 1000 circa. Sono stati ritrovati in tutto i resti di otto costruzioni, realizzate con muri di erba e fango posti su un intreccio di legname. Sono stati ritrovati anche resti di aree produttive. La struttura più grande ritrovata (28.8 m x 15.6 m) è composta di diverse stanze. È stata ritrovata una forgia per il ferro ed una carpenteria specializzata nella riparazione di barche. Sono stati ritrovati anche molti oggetti di uso comune come ad esempio una lampada ad olio in pietra, una cote, una spilla di bronzo, un ago di osso e parti di un fuso da tessitura, fatto quest'ultimo che potrebbe suggerire in loco la presenza anche di donne oltre che di colonizzatori maschi. I resti di cibi ritrovati includevano noci, fatto inoltre che indica frequenti viaggi intrapresi verso le aree più a sud dove tali specie crescono. Gli archeologi hanno comunque concluso che l'insediamento venne abitato per un periodo relativamente breve.